# 1646.
◄ | 16. stoljeće | 17. stoljeće | 18. stoljeće | ►
◄ | 1610-ih | 1620-ih | 1630-ih | 1640-ih | 1650-ih | 1660-ih | 1670-ih | ►
◄◄ | ◄ | 1643. | 1644. | 1645. | 1646. | 1647. | 1648. | 1649. | ► | ►►
Arhitektura • Astronomija • Glazba • Kazalište • Kiparstvo • Knjige • Književnost • Kršćanstvo • Medicina • Politika • Pravo • Promet • Slikarstvo • Znanost

## Događaji
- 16. veljače – Engleski građanski rat: Bitkom za Torrington okončan rojalistički otpor u jugozapadnoj Engleskoj.
- 27. travnja – Engleski građanski rat: Karlo I. bježi iz Oxforda kojeg opsjedaju pobunjenici.
- 24. kolovoza – Bitka kod Zadvarja, kad je nakratko oslobođeno Zadvarje od Turaka.
- 21. prosinca – svjetske temperature se počinju smanjivati zbog Malog ledenog doba.

## Rođenja
- 10. veljače – Hans Adam Weiseenkircher, austrijski slikar († 1695.)
- 15. travnja – Kristijan V., danski i norveški kralj († 1699.)
- 1. srpnja – Gottfried Leibniz, njemački filozof, matematičar, fizičar i diplomat († 1716.)

## Smrti
- 4. veljače – Johannes Polyander, nizozemski bogoslov (* 1568.)

## Vanjske poveznice
|  | Zajednički poslužitelj ima još gradiva o temi 1646. |